# Брнобићи (Каштелир-Лабинци)
Брнобићи (хрв. Brnobići, итал. Bernobici) су насељено место у општини Каштелир-Лабинци, Истарска жупанија, Хрватска.

## Историја
До територијалне реорганизације у Хрватској били су у саставу старе општине Пореч.

## Становништво
У попису становништва из 2011. године, Брнобићи су имали 152 становника.
| Број становника према пописима | Број становника према пописима | Број становника према пописима | Број становника према пописима | Број становника према пописима | Број становника према пописима | Број становника према пописима | Број становника према пописима | Број становника према пописима | Број становника према пописима | Број становника према пописима | Број становника према пописима | Број становника према пописима | Број становника према пописима | Број становника према пописима | Број становника према пописима |
| ------------------------------ | ------------------------------ | ------------------------------ | ------------------------------ | ------------------------------ | ------------------------------ | ------------------------------ | ------------------------------ | ------------------------------ | ------------------------------ | ------------------------------ | ------------------------------ | ------------------------------ | ------------------------------ | ------------------------------ | ------------------------------ |
| 1857                           | 1869                           | 1880                           | 1890                           | 1900                           | 1910                           | 1921                           | 1931                           | 1948                           | 1953                           | 1961                           | 1971                           | 1981                           | 1991                           | 2001                           | 2011                           |
| 0                              | 0                              | 14                             | 82                             | 111                            | 131                            | 0                              | 0                              | 126                            | 114                            | 87                             | 73                             | 56                             | 88                             | 123                            | 152                            |

Напомена: Године 1857, 1869, 1921. и 1931. подаци су садржани у насељу Каштелир. Године 1880. и 1890. исказивано као део насеља.